# Goryphus seminiger
Goryphus seminiger är en stekelart som först beskrevs av Joseph Kriechbaumer 1894.  Goryphus seminiger ingår i släktet Goryphus och familjen brokparasitsteklar. Inga underarter finns listade i Catalogue of Life.